# Leiella jarusi
Leiella jarusi är en tvåvingeart som beskrevs av Lane 1952. Leiella jarusi ingår i släktet Leiella och familjen svampmyggor. Inga underarter finns listade i Catalogue of Life.